# Protesilaus macrosilaus
Protesilaus macrosilaus är en fjärilsart som först beskrevs av Gray 1853.  Protesilaus macrosilaus ingår i släktet Protesilaus och familjen riddarfjärilar. Inga underarter finns listade i Catalogue of Life.

## Bildgalleri

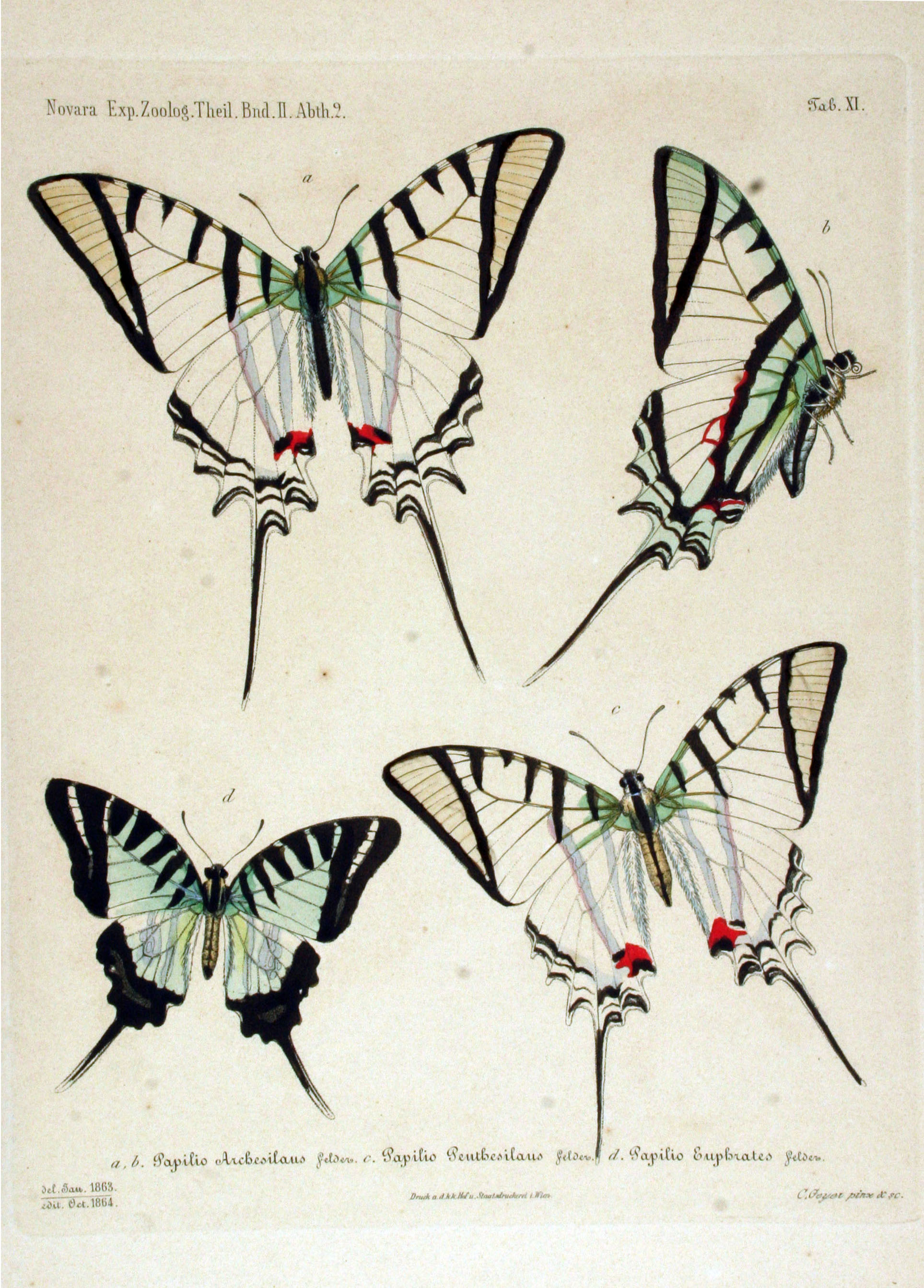